# Mike Doughty
Mike Doughty (1936. december 1. – 2025. május 19.) kenyai rali-navigátor.

## Pályafutása
1973 és 1987 között összesen tinennyolc világbajnoki versenyen navigált.
Shekhar Mehta navigátoraként négy futamgyőzelmet szerzett a világbajnokságon; kettősük 1979 és 1982 között minden évben megnyerte a szafari ralit.
1983 és 1990 között a szafari rali versenyigazgatói posztját töltötte be.

### Rali-világbajnoki győzelem
| #  | Dátum               | Rali         | Versenyző     | Autó             | Összefoglaló |
| -- | ------------------- | ------------ | ------------- | ---------------- | ------------ |
| 1. | 1979. április 12-16 | Szafari rali | Shekhar Mehta | Datsun 160J      | Összefoglaló |
| 2. | 1980. április 3-7   | Szafari rali | Shekhar Mehta | Datsun 160J      | Összefoglaló |
| 3. | 1981. április 16-20 | Szafari rali | Shekhar Mehta | Datsun Violet GT | Összefoglaló |
| 4. | 1982. április 8-12  | Szafari rali | Shekhar Mehta | Nissan Violet GT | Összefoglaló |